# R·迪帕克
R·迪帕克（法語：R. Duparc，1880年—？），法国男子足球运动员，司职前锋。他曾代表法国俱乐部队参加1900年夏季奥林匹克运动会足球比赛，获得一枚银牌。